# Sainte-Croix (Dordogne)
Sainte-Croix ist eine französische Gemeinde mit 85 Einwohnern (Stand 1. Januar 2022) im Département Dordogne in der Region Nouvelle-Aquitaine (vor 2016: Aquitanien). Sie gehört zum Arrondissement Bergerac und zum Kanton Lalinde.
Der Gemeinde wird lokal auch Sainte-Croix-de-Beaumont genannt.
Der Name in der okzitanischen Sprache lautet Senta Crotz (deutsch Heiligkreuz).

## Geographie
Sainte-Croix liegt ca. 30 Kilometer südöstlich von Bergerac im Gebiet Bergeracois der historischen Provinz Périgord am südlichen Rand des Départements.
Umgeben wird Sainte-Croix von den Nachbargemeinden:
|                         | Saint-Avit-Sénieur                          | Montferrand-du-Périgord   |
| Beaumontois en Périgord | Kompassrose, die auf Nachbargemeinden zeigt | Saint-Romain-de-Monpazier |
| Rampieux                |                                             | Lolme                     |

Sainte-Croix liegt im Einzugsgebiet des Flusses Dordogne.
Die Gemeinde wird bewässert von der Couze, einem Nebenfluss der Dordogne, und ihren Nebenflüssen,
- der Véronne und
- der Vouludre und ihrem Nebenfluss,
  - dem Ruisseau de Maine Blanc.[3]

## Einwohnerentwicklung
Nach Beginn der Aufzeichnungen stieg die Einwohnerzahl in der ersten Hälfte des 19. Jahrhunderts auf einen Höchststand von rund 620. In der Folgezeit setzte eine Phase der Stagnation bis zu den 1970er Jahren ein, die die Zahl der Einwohner bei kurzen Erholungsphasen auf ein Niveau von rund 90 Einwohnern sinken ließ, das bis heute gehalten wird.
| Jahr      | 1962 | 1968 | 1975 | 1982 | 1990 | 1999 | 2006 | 2010 | 2022 |
| --------- | ---- | ---- | ---- | ---- | ---- | ---- | ---- | ---- | ---- |
| Einwohner | 134  | 113  | 91   | 84   | 94   | 95   | 94   | 87   | 85   |

## Sehenswürdigkeiten
- Pfarrkirche Sainte-Croix aus dem 19. Jahrhundert, als Monument historique klassifiziert
- Schloss Sainte-Croix aus dem 17. Jahrhundert, als Monument historique eingeschrieben
- Priorat Sainte-Croix-de-Beaumont aus dem 14. Jahrhundert, als Monument historique klassifiziert

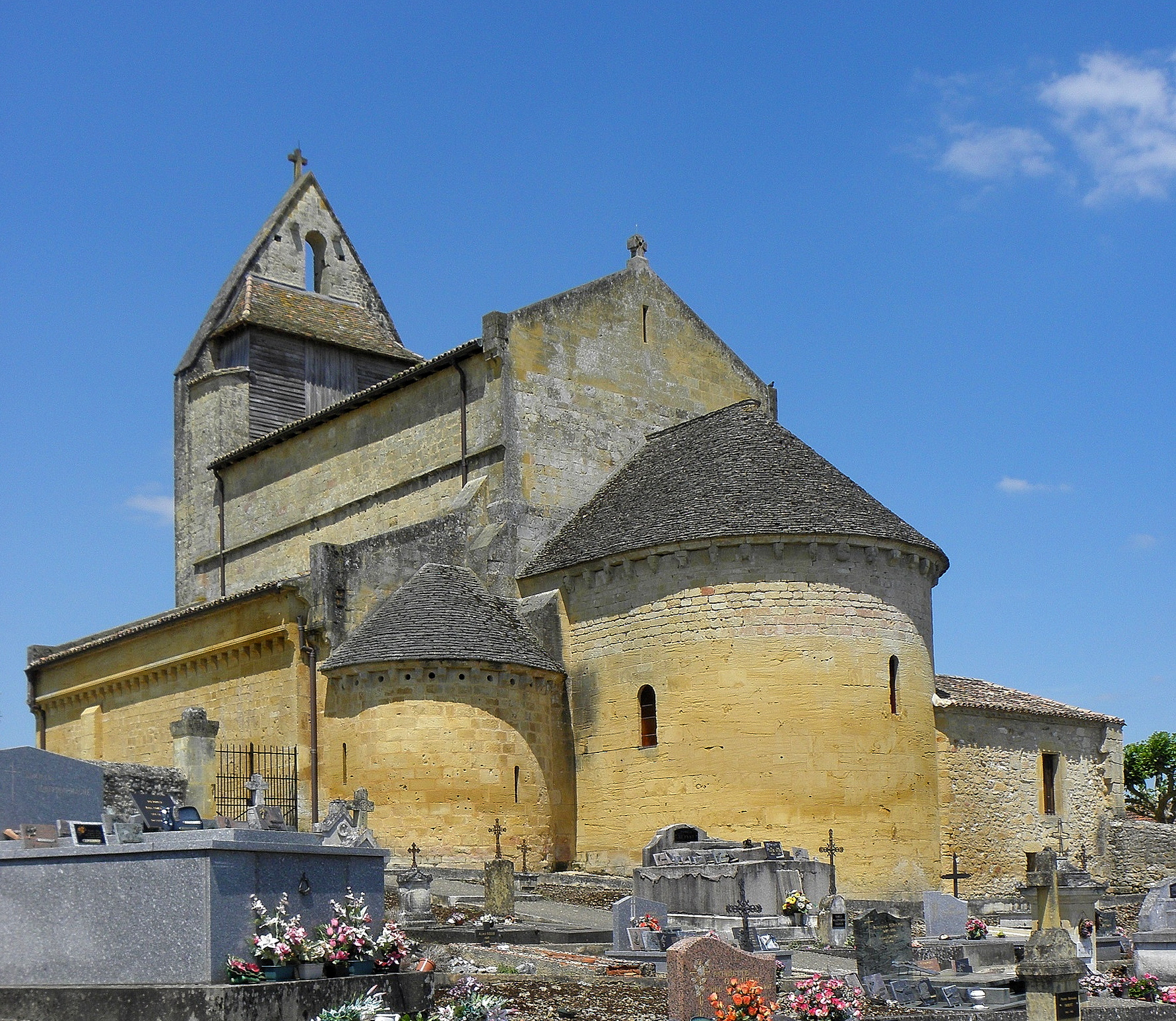
Pfarrkirche Sainte-Croix
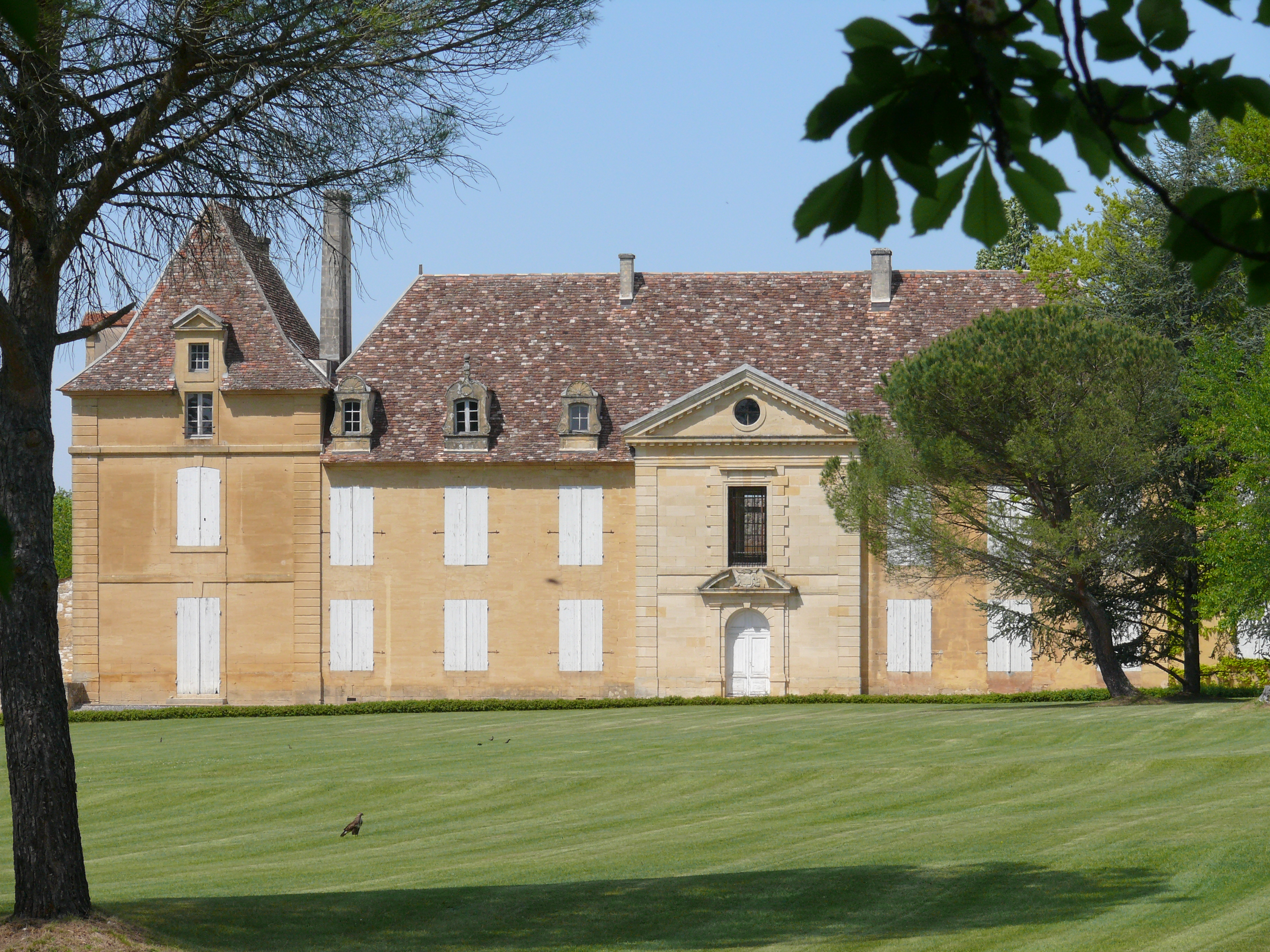
Schloss Sainte-Croix
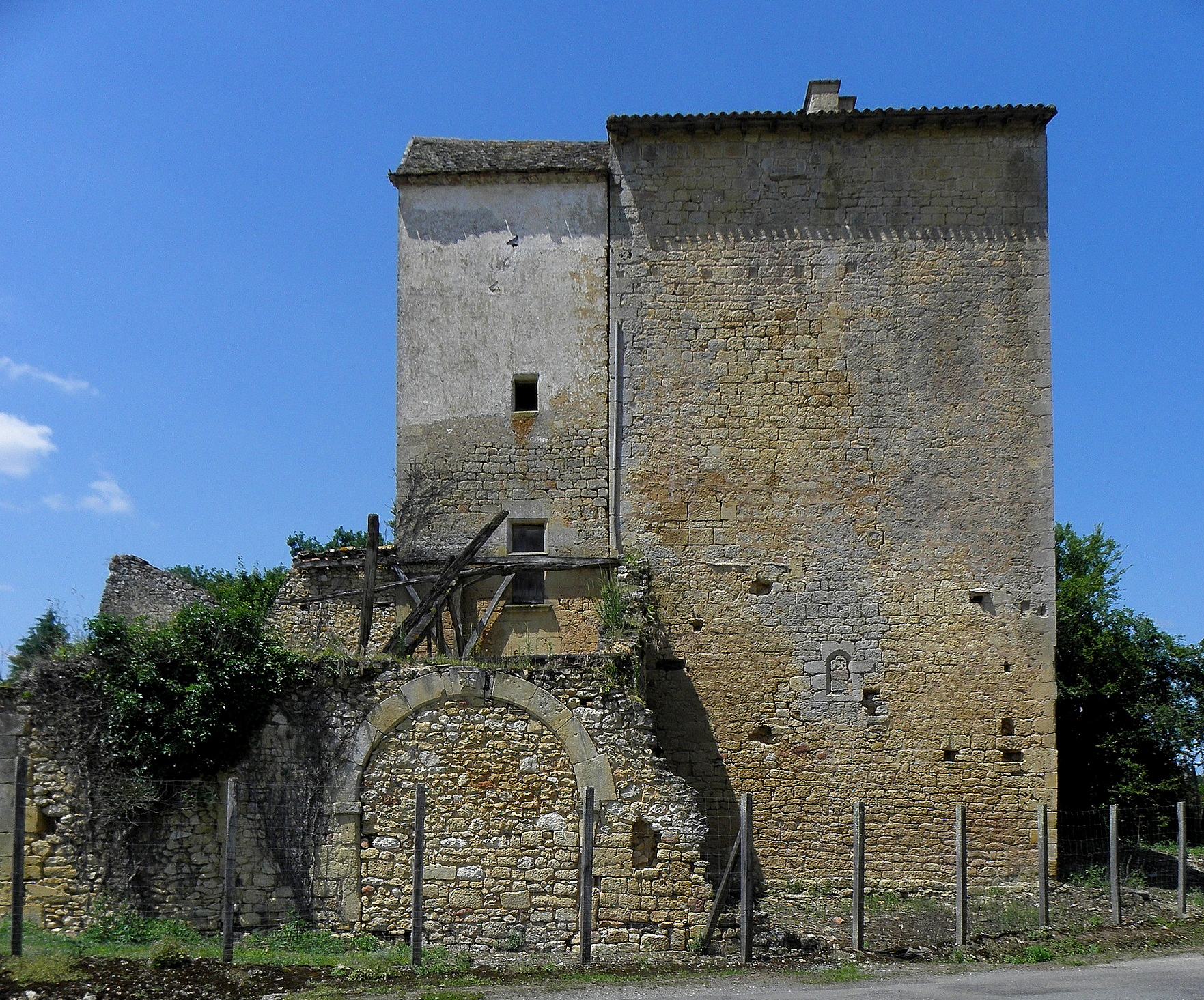
Haus des Priors

## Wirtschaft und Infrastruktur

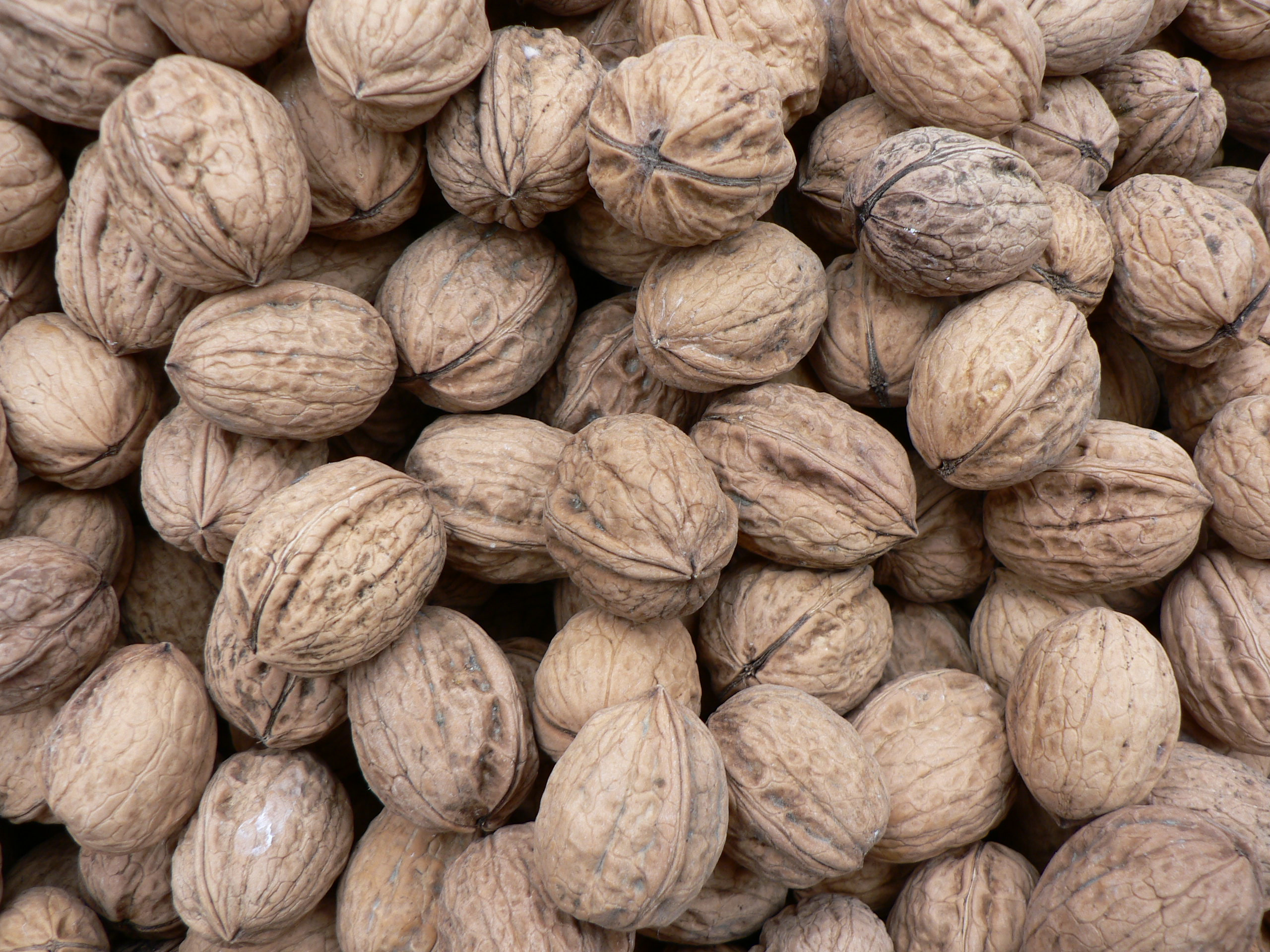
Walnüsse

Die Landwirtschaft ist der wichtigste Wirtschaftsfaktor der Gemeinde.
Sainte-Croix liegt in der Zone AOC der Noix du Périgord, der Walnüsse des Périgord.

### Verkehr
Sainte-Croix ist erreichbar über die Routes départementales 26, 26E und 660, die ehemalige Route nationale 660.